# Christian Jaksjø

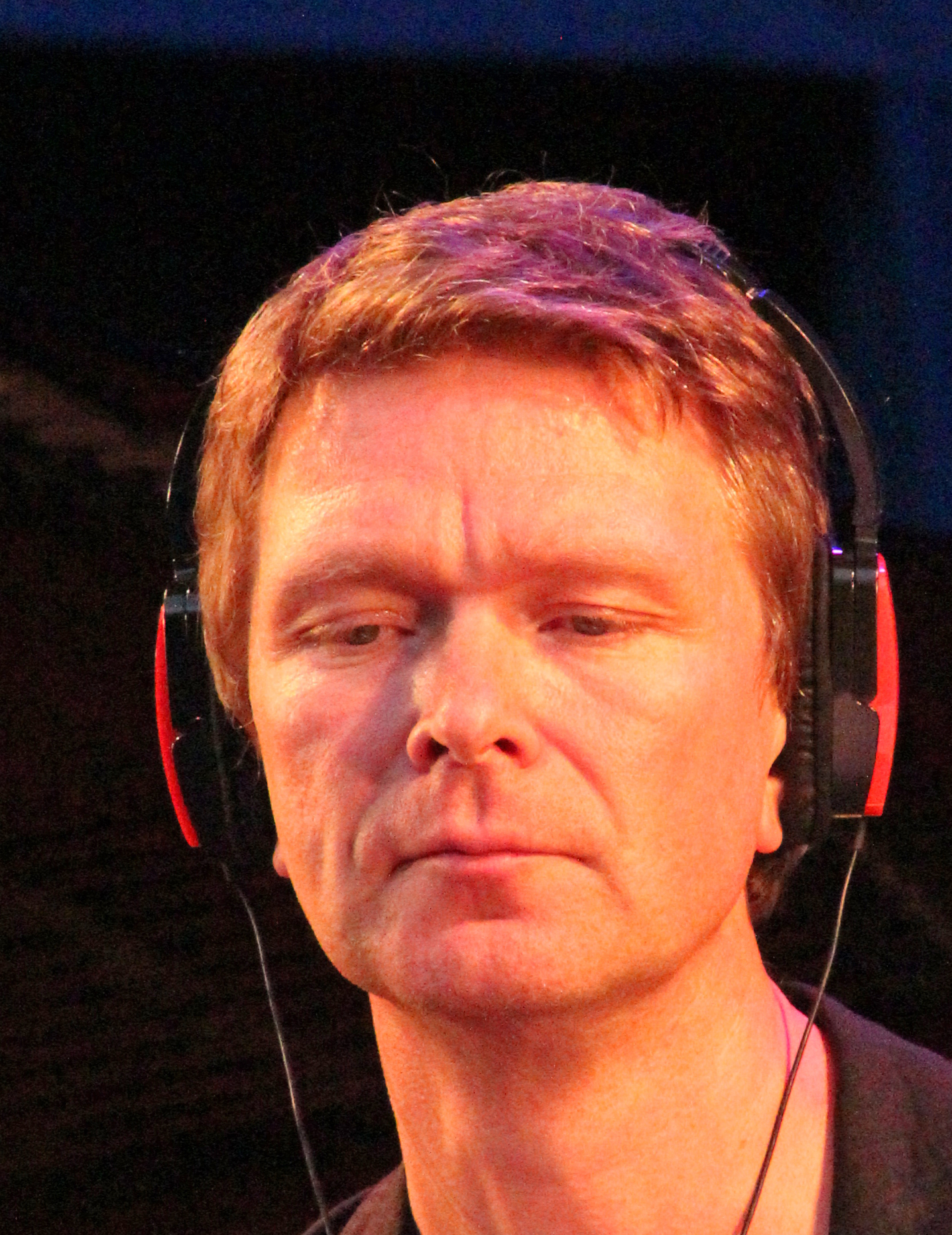
Christian Jaksjø 2017 bei Jazz im Palmengarten in Frankfurt am Main

Christian Jaksjø (* 18. Dezember 1973 in Oslo) ist ein norwegischer Jazzmusiker (Posaune, Basstrompete, Euphonium) und Komponist.

## Leben und Wirken
Christian Jaksjø studierte 1992–96 Improvisation und Komposition am Musikkonservatorium Trondheim und anschließend Komposition an der Norwegischen Musikhochschule (1996–99) in Oslo. 1999 spielte er in Bob Brookmeyers New Art Orchestra (New Works). Von 2000 bis 2003 setzte er seine Studien am Dartmouth College in New Hampshire fort, wo er sich mit computergestützter Komposition und Elektroakustischer Musik beschäftigte.
Seit 2003 ist er Mitglied in der hr-Bigband.
Für das Ensemble-Repertoire schrieb er u. a. die Kompositionen Inner Voices, ein Kammerspiel für 17 Solisten, und They Will Be Buried by Laughter (Change Ringing), die auf der Biennale für Moderne Musik 2011 aufgeführt wurde. Er arbeitete außerdem mit Magni Wentzel, in Geir Lysnes Listening Ensemble (mit dem er 2001 auf dem Jazzfest Berlin konzertierte) und in der Jazzrockband Oslo Groove Company, mit Richie Beirach/Dave Liebman und im Trondheim Jazz Orchestra.

## Diskographische Hinweise

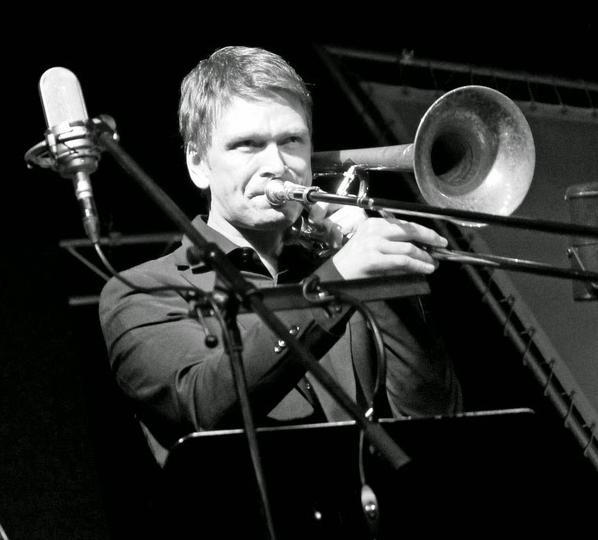
Christian Jaksjø 2015 auf dem Jazzfestival St. Ingbert

- Ansgar Striepens/Ed Partyka: Tunnel Vision – Music for Jazz Orchestra (Mons, 1998)
- Geir Lysne – Aurora Borealis – Nordic Lights (Suite for Jazz Orchestra) (ACT, 2001)
- Trondheim Jazz Orchestra & Vigleik Storaas – Tribute (MNJ Records, 2006)
- Geir Lysne Listening Ensemble – Boahjenásti – The North Star (ACT, 2006)
- Jiggs Whigham & hr Bigband – Strangers in the Night – The Music of Bert Kaempfert (Polydor, 2006)
- De Phazz & Radio Bigband Frankfurt – Big (2009)
- Dave Douglas with Jim McNeely + Frankfurt Radio Bigband – A Single Sky (Greenleaf, 2009)
- Richie Beirach & Dave Liebman – Quest for Freedom (Sunnyside, 2010)
- Steffen Weber – Sideline (Unit Records 2016, mit Sebastian Sternal, Arne Huber, Axel Pape)
- Phronesis/hr-Bigband unter Leitung von Julian Argüelles – The Behemoth (Edition Records / Harmonia Mundi 2017)